# Sabazios

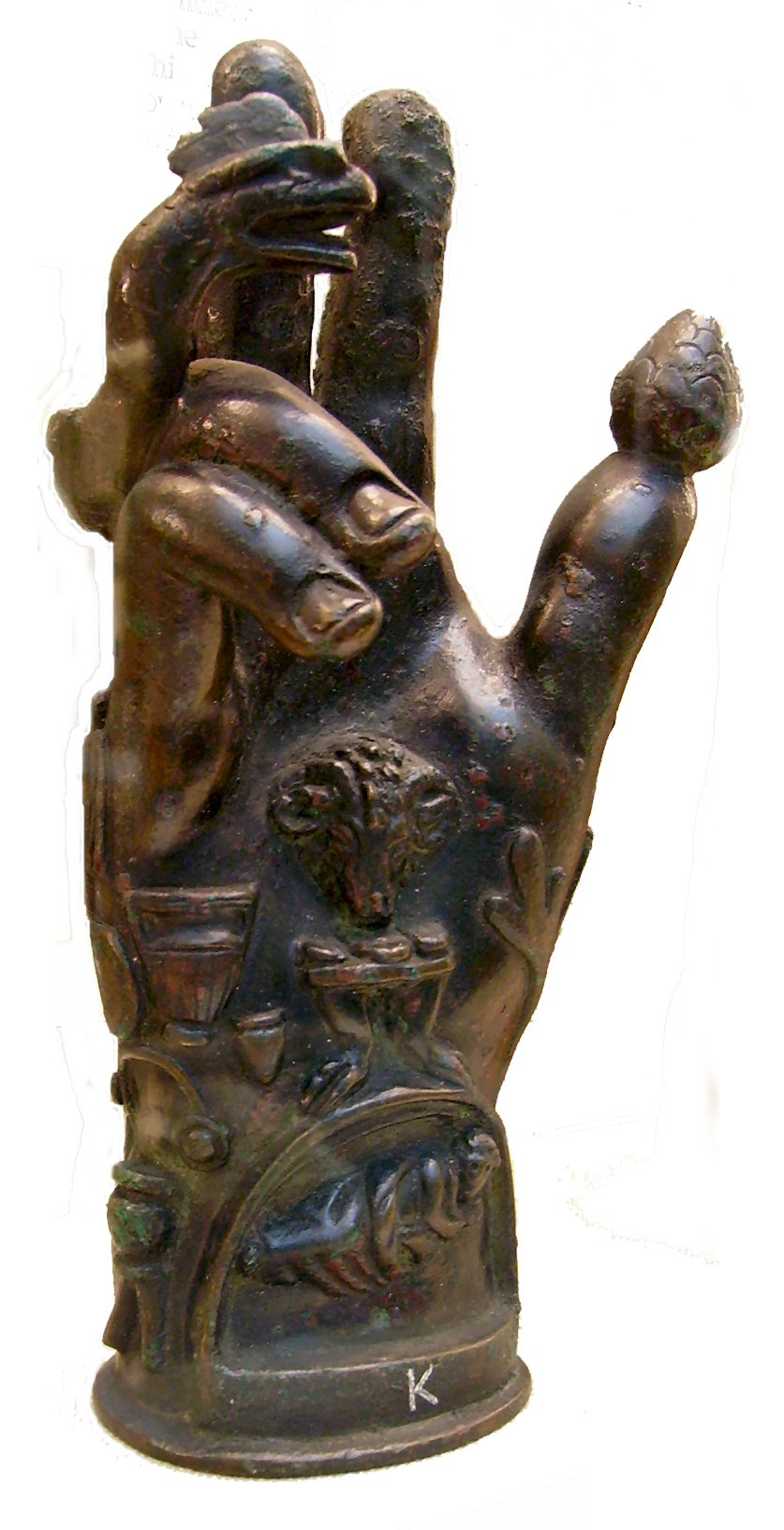
Římská bronzová ruka užívaná při Sabaziově kultu, pravděpodobně nasazována na tyč při průvodech, 1-2. století

Sabazios je starověké božstvo nejasného významu, jehož původ byl spojován s Thráky a Frýgy. Jeho kult pronikl do řeckého a římského náboženství, ve 4. století př. n. l. Je doložen jeho kult v Athénách s nočními obřady očisty prostřednictvím bahna a s řeckým nejvyšším božstvem splynul jako Zeus Sabazios. Jaan Puhvel ztotožňuje Sabazia s Dionýsem a jeho jméno vykládá z *swo-bhwo-djos jako „svébytný, svobodný“. Alexander Polyhistor citovaný v Macrobiových Saturnáliích že Thrákové považovali Apollóna a Dionýsa ze totožná božstva, Slunce prý zvali prvním z nich během dne a druhým během noci. Toto dvojné božstvo nazývali Sabazios a jeho chrám stál na hoře Zilmissus.